# Vektoroperator
Als Vektoroperator wird in der Quantenmechanik ein Operator bezeichnet, der unter Drehungen wie ein Vektor transformiert. Er ist ein Spezialfall eines Tensoroperators.
In der Drehimpulsalgebra der Quantenmechanik können Erwartungswerte von Vektoroperatoren (und allgemein von Tensoroperatoren) mit Hilfe des Wigner-Eckart-Theorems auf wenige reduzierte Matrixelemente zurückgeführt werden.
Im Folgenden wird die abstrakte mathematische Definition näher erläutert. Ein Vektoroperator erzeugt Morphismen zwischen Zustandsvektorräumen und hat ein spezielles Transformationsverhalten unter Drehungen. Der Zustandsvektorraum sei der Hilbertraum {\displaystyle {\mathcal {H}}:={\mathcal {L}}^{2}(\mathbb {R} ^{3};\mathbb {C} )} und die drehende Gruppe die {\displaystyle \operatorname {SO} (3)}.

## Formale Definition
Die Drehgruppe operiere kanonisch (kovariant) auf {\displaystyle \mathbb {R} ^{3}}, auf {\displaystyle {\mathcal {H}}} und auf deren Tensorprodukt.
Ein Vektoroperator {\displaystyle A} ist dann ein Morphismus von Darstellungen
{\displaystyle A\colon {\mathcal {H}}\to \mathbb {R} ^{3}\otimes {\mathcal {H}}},
d. h. ein Vektorraumhomomorphismus, der mit Drehungen kommutiert.

## Eigenschaften
Ist {\displaystyle \{e_{i}\}} die kanonische Basis von {\displaystyle \mathbb {R} ^{3}}, so kann man schreiben:
{\displaystyle A\colon \psi \mapsto \sum _{i}e_{i}\otimes A_{i}\psi }.
Unterdrückt man sämtliche Struktur, so wird daraus:
{\displaystyle A\psi =(A_{1}\psi ,A_{2}\psi ,A_{3}\psi )\in {\mathcal {H}}^{3}}.
Konjugiert man {\displaystyle A} mit einer Drehung (das ist die natürliche Operation von Drehungen auf solchen Morphismen),
so liefert das in dieser Notation die Identität:
{\displaystyle R.A_{i}=\sum _{k}A_{k}R_{ki}=\sum _{k}R_{ik}^{-1}A_{k}}, welche mancherorts als Definition herangezogen wird.
Es ist nämlich
{\displaystyle R.A=D(R)\circ A\circ D(R^{-1})\colon \psi \mapsto D(R)\left(\sum _{i}e_{i}\otimes A_{i}\psi \right)\circ D(R^{-1})}
{\displaystyle =\sum _{i}Re_{i}\otimes A_{i}\psi =\sum _{ik}R_{ki}e_{i}\otimes A_{k}(\psi )=\sum _{i}e_{i}\otimes \left(\sum _{k}A_{k}R_{ki}\right)(\psi )}.

## Beispiele
Drehimpulsoperator {\displaystyle {\hat {\mathbf {J} }}=({\hat {J}}_{x},{\hat {J}}_{y},{\hat {J}}_{z})}
Spinoperator {\displaystyle {\hat {\mathbf {S} }}=({\hat {S}}_{x},{\hat {S}}_{y},{\hat {S}}_{z})}
Übergangsdipolmoment {\displaystyle {\hat {\mathbf {M} }}=({\hat {M}}_{x},{\hat {M}}_{y},{\hat {M}}_{z})}

## Verallgemeinerungen
Ein Tensoroperator der Stufe {\displaystyle k} ist ein Morphismus von Darstellungen
{\displaystyle A\colon {\mathcal {H}}\to \mathbb {R} ^{3k}\otimes {\mathcal {H}}},
wobei hier die Drehgruppe auf {\displaystyle \mathbb {R} ^{3k}} operiert wie auf {\displaystyle \mathbb {R} ^{3^{\oplus k}}}.
Dies liefert in der impliziten Notation die Gleichung
{\displaystyle R.T_{I}=D(R)T_{i_{1},\dots ,i_{k}}D(R^{-1})=\sum T_{j_{1},\dots ,j_{k}}R_{j_{1},i_{1}}\dots R_{j_{k},i_{k}}}